# アノト
アノトグループAB（英語: Anoto Group AB（旧C Technologies））は、アナログ入力からデジタルビッグデータを蓄積するための方法論を提供する特許取得済みのドットパターンテクノロジーに基づくスウェーデンのクラウドベースのソフトウェアプロバイダー (SaaS)。
約45人の従業員を擁する同社はストックホルムに本社を置き、ソウル、ロンドン、リスボン、シンガポール、ボストンにオフィスを構える。

## 製品

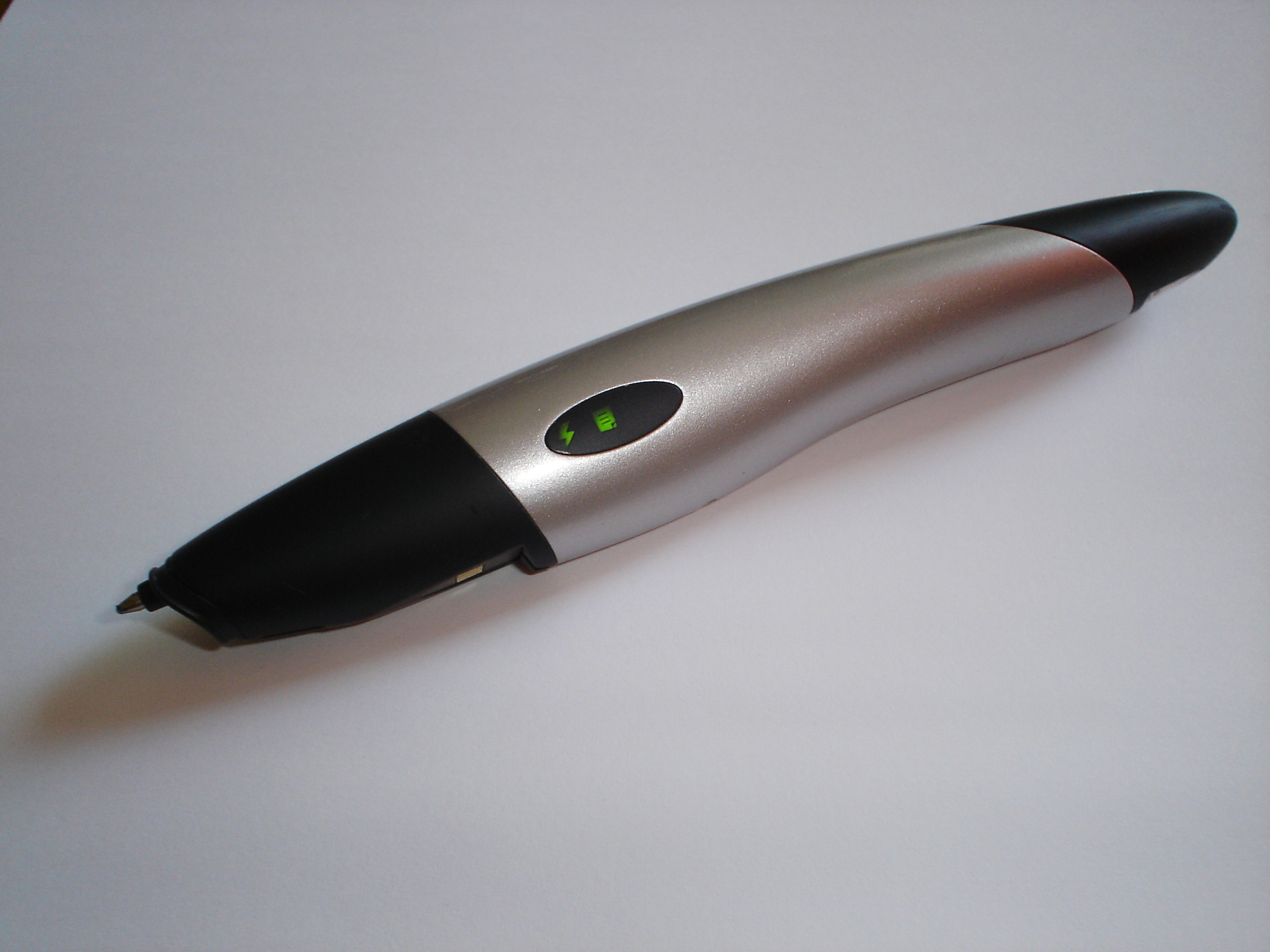
Logitech io デジタルペン

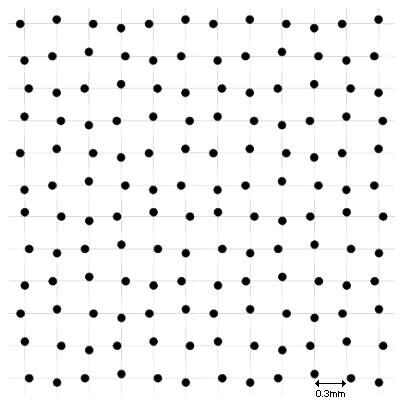
デジタルペーパーのドットパターンイメージ

### デジタルペン
アノトの主力製品は、通常のインクペンと、ペンで書かれたすべてのものをデジタルで記録するデジタルカメラ（およびサポートハードウェア）を組み合わせたアノトデジタルペン。これは、紙に印刷された特殊な非反復ドットパターンを認識することによって機能する。パターンが繰り返されないという性質は、ペンがどのページに書き込まれているか、およびペンがページのどこにあるかを判別できることを意味する。
ドットパターンは、プロのオフセット印刷機またはレーザープリンターで印刷できる。ドットは黒で印刷され、他の色のインクは、ペンのIRセンサーからは見えない。カラーレーザープリンタでは、CMYを混合して、人間が読める黒に近い色を生成できる。オフセット印刷用に、アノトは「アノト代替黒」と呼ばれるインクカラーを開発した。これは、IR領域では見えない非炭素ベースの黒インクであり、ユーザーが干渉なしにドットパターンで人間が読めるブラックマークを含めることができる。
アノトのライセンシーの一部は、たとえばおもちゃの学習など、消費者セクターをターゲットにしているが、ほとんどのライセンシーは、カスタマイズされた垂直市場システムをまとめたプロバイダーに製品を販売している。アノトは、ソフトウェア開発キット（SDK）、多数のソフトウェアアプリケーション、Anoto Forms Solution（AFS）も販売。更に、アノトはペンの画像処理コンポーネント用のASICデザインを販売している。ほとんどのペンライセンシーは、光学アセンブリとペン内部の同じ基本設計を使用。アノトには、主にヨーロッパ、米国、日本に約350のパートナーがいる。
光学スキャン投票システムは、アノトテクノロジーに基づいている。

#### モデル
- Ericsson Chatpen CHA-30（販売終了）
- Nokia SU-1B デジタルペン（販売終了）
- Nokia SU-27W（SU-1Bの後継、Logitech io2のブランド変更 ）
- Logitech io2 デジタルペン
- Logitech io デジタルペン（以前のバージョン、製造中止）
- Maxell デジタルペン（以前のバージョンは廃止された可能性）
- Hewlett-Packard デジタルペン 200（製造中止）（Logitechのブランド変更）
- ヒューレットパッカードデジタルペン250
- フライ（ペントップコンピューター）
- タグ（LeapFrog）（英語版）
- Livescribe（英語版） PulseSmartpen
- Livescribe Echo Smartpen
- Livescribe SkyWiFiスマートペン
- アノトデジタルペン DP-201（Live pen 1）
- アノトデジタルペン io2 Bluetooth
- アノトデジタルペン DP-301
- ポリビジョンデジタルスタイラス（DP-301）
- アノトライブ Pen 2
- アノトデジタルペン AP-701
- Livescribe Aegir Smartpen

## 特許
アノトは、自社の技術に関する300以上の国際特許と、約300の追加特許出願を保有している。
2004年、アノトは、アノトのドットパターン技術に関してオーラルセケンドゥルが提起した特許侵害訴訟で勝訴。Sekendurの特許は無効とされた。
2019年、アノトは、アノトの知的財産を侵害したとして、シティソフトリミテッドとその取締役の1人に対して略式判決を下した。